# Cory Sandhagen
Cory Sandhagen, född 20 april 1992 i Aurora, Colorado, USA är en amerikansk MMA-utövare, och som sedan 2018 tävlar i organisationen Ultimate Fighting Championship.